# Pelagornis sandersi
Pelagornis sandersi (лат.) — вымерший вид птиц из семейства Pelagornithidae, живших в олигоцене. Представители этого вида считаются крупнейшими летающими птицами за всю историю Земли: размах их крыльев, по оценкам, составлял от 6,1 до 7,4 метра. Второе из этих значений вдвое больше максимального показателя у крупнейшей из ныне живущих летающих птиц — странствующего альбатроса — и почти вдвое превосходит размах крыльев розового пеликана. P. sandersi был описан в 2014 году, потеснив бывшего рекордсмена по размерам среди летающих птиц — вымерший вид аргентавис, размах крыльев которого составлял около 7 метров.

## Открытие
Ископаемые остатки Pelagornis sandersi впервые были обнаружены при постройке нового терминала в международном аэропорту города Чарлстона (штат Южная Каролина, США) в 1983 году. Новый вид получил своё название в честь Альберта Сандерса, куратора Чарлстонского музея, который руководил раскопками. Окаменелости были помещены в Чарлстонский музей, где в 2014 году были идентифицированы Дэном Ксепкой как новый, не описанный до того времени, вид. Несмотря на то, что перья птицы не сохранились, Ксепка с помощью компьютерного моделирования пришёл к выводу, что птица могла летать, и установил её размер крыльев, составлявший, по осторожной оценке, 6,4 метра.

## Описание
Датировка ископаемых остатков показала, что птица жила 25 миллионов лет назад, в хаттском веке олигоценовой эпохи.
По всей видимости, Pelagornis sandersi был морской хищной птицей, хватавшей добычу с поверхности воды. У него были короткие, приземистые ноги, анатомия которых говорит о том, что птица не могла садиться и взлетать с воды. Кроме того, компьютерное моделирование показало, что птица не могла взмахивать крыльями даже при взлёте. Эти факты свидетельствуют в пользу того, что ископаемый вид, по всей видимости, был в состоянии летать, лишь спрыгивая с обрыва и паря, при этом скорость полёта могла достигать 60 километров в час. Благодаря размаху крыльев он мог преодолевать достаточно большие расстояния над морем, но, по всей видимости, никогда не нырял, а быстро хватал клювом, имевшим острые, похожие на зубы выросты, рыб и кальмаров, плавающих у поверхности.
Предположительно вес этих птиц составлял от 22 до 40 килограммов. В связи с этим некоторые учёные высказали сомнение о способностях птиц этого вида к полёту, так как, согласно существующей теории о механизме полёта птиц, такой вес слишком велик для того, чтобы птица могла летать. Однако открывший вид исследователь Дэн Ксепка из Национального центра эволюционного синтеза в Дареме (Северная Каролина) предположил, что несмотря на свой большой вес Pelagornis sandersi мог быть способен к полёту благодаря относительно небольшому телу и большому размаху крыльев.
Pelagornis sandersi предположительно имел размах крыльев от 6,1 до 7,4 метров — самой большой среди всех живших когда-либо на Земле птиц. Тем не менее он значительно уступает по этому показателю крупным летающим птерозаврам хацегоптериксу и кетцалькоатлю, чей размах крыльев достигал 10—11 метров.